# سوزانا چوو
سوزانا چوو واز دا لوز (پرتغالی: Susana Chou Vaz da Luz؛ زادهٔ ۳ دسامبر ۱۹۴۱ در شانگهای) که از ۱۹۹۹ تا ۲۰۰۹ رئیس مجلس قانونگذاری ماکائو بود. وی در رشته فیزیک با تخصص فناوری رادیویی در دانشگاه آنهویی تحصیل نمود. چوو همچنین زبان و ادبیات فرانسوی را در پاریس فراگرفت. در سال ۱۹۷۶ چوو در نخستین انتخابات مستقیم مجلس قانونگذاری ماکائو شرکت نمود و به موفقیت دست یافت.